# Drum'n'core
Drum'n'core je glazbeni stil hardcore techna. Nastao je spajanjem drum 'n' bassa i breakcorea s hardcoreom i speedcoreom.
Za drum'n'core ne postoji postavljeni pojam, ali je danas vrlo popularan. Korištenje uzoraka amen breakova (obično korištenog u drum 'n' bassu) u pozadini bass drumova je bilo uobičajeno barem od druge polovice 1990-ih. Posljednjih godina, producenti su počeli kombinirati suvremene stilove drum 'n' bassa s hardcoreom te su također ovi suvremeni stilovi drum 'n' bassa stekli utjecaje iz hardcorea. Slično je i kod spajanja speedcorea s breakcoreom (primjeri izvođača: Loffciamcore, m1dlet, odaxelagnia, Pyongyang Hardcore Resistance).
Najpoznatiji kasniji stil je skullstep (podvrsta techstepa), kojega produciraju izvođači poput Current Valuea, Donnyja i Limewaxa. Brzi, agresivni i ponavljajući breakovi i mračno zvučno okruženje su vrlo slični hardcoreu. Nizozemski dvojac The Outside Agency nedavno je postao poznat po svojemu stilu hardcorea koji je primio dosta utjecaja iz darkstepa i skullstepa. Razvili su ovaj drum'n'core zvuk od vremena kombinacija amen breakova s hardcoreom.
The Way of the Exploding Fist je njihovo prvo izdanje u kojemu se može čuti utjecaj iz suvremenog drum 'n' bassa. Ostali primjeri drum'n'core izdanja: The DJ Producerov Breaks the Unbreakable i neimenovana ploča Fienda i Deathmachinea objavljena kao treće izdanje izdavačke kuće Sadistic.